# NGC 861
NGC 861 este o galaxie spirală situată în constelația Triunghiul. A fost descoperită în 18 septembrie 1865 de către Heinrich Louis d'Arrest. Se află la o distanță de 110,59 megaparseci de Pământ.